# リヴァプール (軽巡洋艦・2代)
リヴァプール (HMS Liverpool, C11) は、イギリス海軍のタウン級軽巡洋艦。サウサンプトン級軽巡洋艦の第2群（グロスター級軽巡洋艦）。艦名はイングランド北西部の都市リヴァプールにちなむ。1940年1月21日、浅間丸事件を起こした。

## 艦歴
「リヴァプール」はゴーヴァンのフェアフィールド・シップビルディング・アンド・エンジニアリング・カンパニーで1936年（昭和11年）2月17日に起工。1937年（昭和12年）3月24日に進水し、1938年（昭和13年）11月2日に就役した。中国艦隊 (The China Station) の第5巡洋艦戦隊 (5th Cruiser Squadron) に配備され、極東にむかう。
1939年（昭和14年）9月、第二次世界大戦が勃発後してイギリスとナチス・ドイツは交戦国となる。1940年（昭和15年）1月21日に、「リヴァプール」はホノルルから横浜に向けて航行中の貨客船「浅間丸」（日本郵船）を千葉県房総半島沖の公海上で臨検した。
「リヴァプール」は「浅間丸」乗客のドイツ人21名の身柄を拘束し、香港に移送した。当時の大日本帝国は中立であったが支那事変（日中戦争）によりイギリスやアメリカ合衆国と関係は悪化しつつあり、浅間丸事件は国際問題に発展した（「浅間丸事件」）。なお外交交渉の結果、ドイツ人9名が解放されることになり、彼等は武装商船「カニンブラ (HMS Kanimbla) 」で日本に送り届けられた。
同年4月、オーストラリア海軍の軽巡「ホバート (HMAS Hobart) 」と共に紅海部隊に所属した。
同年6月7日に「リヴァプール」はアレクサンドリアに着き、地中海艦隊の第7巡洋艦戦隊 (7th Cruiser Squadron) に加わった。
同年6月10日、イタリア王国が枢軸陣営として第二次世界大戦に参戦し、地中海戦線が形成される（地中海攻防戦）。同月12日、「リヴァプール」と姉妹艦「グロスター (HMS Gloucester, C62) 」は4隻の駆逐艦を伴ってトブルクを砲撃した。この際、「グロスター」はイタリア小型艦を4隻と交戦した。イタリア側は翌日1隻の損失を認めた。
6月28日、MA3作戦で出撃中であったイギリス連邦軽巡（リヴァプール、グロスター、ネプチューン 、オライオン、シドニー）から成る第7巡洋艦戦隊は、マタパン岬南西で3隻のイタリア駆逐艦と交戦した。この海戦で、第7巡洋艦戦隊はイタリア駆逐艦「エスペロ」を撃沈した。一方、「リヴァプール」も「エスペロ」からの4.7インチ砲弾1発を被弾している。
7月9日、カラブリア沖海戦に参加。
7月21日、「リヴァプール」は軽巡洋艦「ケープタウン (HMS Capetown, D88) 」などとともにアレクサンドリアから出撃し、エーゲ海へ向かうAN2船団を護衛した。船団は7月25日にアテネに到着し、引き続きエジプトへ向かうAS2船団を護衛した。7月29日、クレタ島の南でイタリア王立空軍 (Regia Aeronautica) の爆撃機による空襲を受け、「リヴァプール」に爆弾1発が命中した。爆弾は爆発しなかったが、一人死者が出た。
続いてハッツ作戦、MB5作戦に参加した。MB5作戦では「グロスター」と共にマルタへ兵員を輸送した。
次いでマルタへ補給船団を送るMB6作戦に参加。10月13日にはレロス島攻撃に向かう空母「イラストリアス」に同行した。10月14日、エーゲ海で「リヴァプール」はイタリア軍サヴォイア・マルケッティ SM.79雷撃機の攻撃を受けた。艦首に魚雷が命中して火災が発生し、ガソリンタンクや弾薬に引火して爆発も起き、艦首が破壊された。死者は30名であった。「リヴァプール」は軽巡洋艦「オライオン」に曳航されて10月16日にアレクサンドリアに到着し、そこでの応急修理は1941年4月まで行われた。それから、当時は中立国であったアメリカ合衆国にむかう。カリフォルニア州ヴァレーオのメア・アイランド海軍造船所で、イギリス軽巡「オライオン」と共に、本格修理が行われた。
「リヴァプール」は1942年春に本国に帰還し、4月から5月にかけて、ソビエト連邦にむかう北極船団の護衛を行った。QP10船団では、護衛対象に若干の被害が出た。

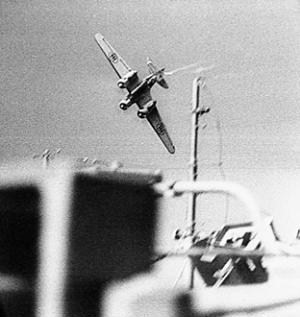
マルタ島への輸送船団を攻撃するSM.79

1942年6月、「リヴァプール」は西からマルタへ補給船団を送るハープーン作戦に参加した。「リヴァプール」は軽巡洋艦「ケニヤ」および第17駆逐艦戦隊の駆逐艦10隻とともに6月4日にグリーノックから出航し、翌日船団と合流した。船団はジブラルタルからの戦艦「マレーヤ」、空母「アーク・ロイヤル」、「アーガス」などを加え、地中海を東へ向かった。途中駆逐艦などへの給油が行われ、「リヴァプール」は3隻の駆逐艦に給油を行った。6月14日になるとイタリア軍による航空攻撃が始まり、SM.79とSM.84計32機による攻撃の際に「リヴァプール」は被雷した。被雷により右舷側のB機械室に24フィート×19フィートの長方形の破孔が生じ、3から4ノットしか発揮できなくなった。被雷で13名が死亡し、機銃掃射でも2名が死亡した。「リヴァプール」は駆逐艦「アンテロープ」に曳航されてジブラルタルへ向かい、駆逐艦「ウェストコット」が護衛についた。搭載機、ボート、デリックなどを投棄することとで9ノットまで出せるようになった。3隻に対しては何度も空襲があり、「リヴァプール」は至近弾によって傾斜が増大したが、被弾、被雷はなかった。6月16日にはジブラルタルから来た曳船が「アンテロープ」と交代し、17日夕刻にジブラルタルに到着した。
そこで応急修理を受け、その後ロサイスで本格修理を受けたものの、完了まで3年を費やした。修理の完了後「リヴァプール」は地中海に展開した。
1951年には、マウントバッテン卿がリヴァプールに乗艦してスプリトを訪問。続いてユーゴスラビアでチトー元帥と会談した。
1950年代にイギリス海軍は艦艇数を削減し、「リヴァプール」は1952年にポーツマスで予備役となった。その後、1958年に解体された。